# 別爾江卡 (盧甘斯克州)
48°38′44″N 38°42′56″E / 48.64556°N 38.71556°E
別爾江卡（羅馬化：Berdianka）是位於烏克蘭東部的村莊，由盧甘斯克州阿爾切夫斯克區的卡季伊夫卡市鎮負責管轄。該村始建於1957年，面積0.05平方公里，海拔高度145米，2001年人口34，人口密度每平方公里680人。